# NGC 6788
NGC 6788 (również PGC 63214) – galaktyka spiralna (Sab), znajdująca się w gwiazdozbiorze Lunety. Odkrył ją John Herschel 9 lipca 1834 roku.